# 豊漁駅
豊漁駅（プンオえき）は朝鮮民主主義人民共和国咸鏡南道新浦市に位置する朝鮮民主主義人民共和国鉄道省平羅線の駅である。

## 歴史
- 1924年10月11日：霊武駅として開業[1]。
- 日時不明：豊漁駅に改称。